# Mars et Vénus avec Cupidon et un chien
Mars et Vénus avec Cupidon et un chien est une peinture à l'huile sur toile de 163 × 125 cm réalisée par le Vénitien Paul Véronèse vers 1580 et qui fait partie de la collection de la Galerie nationale d'Écosse à Édimbourg. 

## Description
Vénus est représentée assise sur le genou de Mars, à moitié dénudée entourée partiellement d'une étoffe chamarrée tenue par son amant. À leurs pieds se trouve Cupidon et un petit chien.